# Robert Ryan
Robert Bushnell Ryan (ur. 11 listopada 1909 w Chicago, zm. 11 lipca 1973 w Nowym Jorku) – amerykański aktor filmowy, teatralny i telewizyjny, nominowany do Oscara za drugoplanową rolę w filmie Krzyżowy ogień (1947).
Ryan debiutował na ekranie na przełomie lat 30. i 40., jednak swoje najbardziej pamiętne role stworzył w latach 60. Zagrał wówczas w westernach: Zawodowcy (1966) i Dzika banda (1969) oraz filmach wojennych: Parszywa dwunastka (1967), Bitwa o Ardeny (1965) czy Bitwa o Anzio (1968).

## Życie prywatne
Żoną aktora od 11 marca 1939 była Jessica Cadwalader (1914-72). Byli małżeństwem do maja 1972, kiedy to Jessica zmarła na raka. Robert przeżył ją tylko o 14 miesięcy; zmarł 11 lipca 1973 na raka płuca. Mieli troje dzieci: synowie - Cheyney i Timothy oraz córka - Lisa.

## Filmografia
- Za wschodzącym słońcem (1942) jako amerykański bokser
- Czuły towarzysz (1943) jako Chris Jones
- Kobieta na plaży (1947) jako porucznik Scott Burnett
- Krzyżowy ogień (1947) jako Montgomery
- Akt przemocy (1948) jako Joe Parkson
- Zmowa (1949) jako Bill „Stoker” Thompson
- Latający marynarze (1951) jako kapitan Carl „Griff” Griffin
- Niebezpieczne terytorium (1951) jako Jim Wilson
- Na krawędzi (1952) jako Earl Pfeiffer
- Miasto pod wodą (1953) jako Brad Carlton
- Naga ostroga (1953) jako Ben Vandergroat
- Czarny dzień w Black Rock (1955) jako Reno Smith
- Dwaj z Teksasu (1955) jako Nathan Stark
- Powrót z wieczności (1956) jako Bill Lonagan
- Mężczyźni na wojnie (1957) jako porucznik Benson
- Król królów (1961) jako Jan Chrzciciel
- Najdłuższy dzień (1962) jako gen. James Gavin
- Billy Budd (1962) jako John Claggart
- Bitwa o Ardeny (1965) jako gen. Grey
- Zawodowcy (1966) jako Hans Ehrengard
- Godzina ognia (1967) jako Ike Clanton
- Generał Custer (1967) jako sierżant Mulligan
- Parszywa dwunastka (1967) jako płk. Everett D. Breed
- Bitwa o Anzio (1968) jako gen. Carson
- Dzika banda (1969) jako Deke Thornton
- Kapitan Nemo i podwodne miasto (1969) jako kapitan Nemo
- Szeryf (1971) jako Cotton Ryan
- Zamach na prezydenta (1973) jako Robert Foster
- Przyjdzie na pewno (1973) jako Larry Slade
- Porachunki (1973) jako Mailer